# Asesinato de Ame Deal
Ame Lynn Deal (Monongahela, Pensilvania; 24 de julio de 2000 - Phoenix, Arizona; 12 de julio de 2011) fue una niña estadounidense víctima de abusos durante mucho tiempo por parte de sus familiares antes de morir encerrada en un armario por asfixia. Sammantha y John Allen, prima de la víctima y marido de la primera respectivamente, fueron declarados culpables en 2017 de asesinato en primer grado y condenados a muerte por inyección letal (pena confirmada en 2022), mientras que la madre de Sammantha Allen, Cynthia Stoltzmann, llegó a un acuerdo con la fiscalía y fue condenada a 24 años de prisión.

## Biografía

### Vida personal
Ame Lynn Deal nació en Monongahela (Pensilvania) el 24 de julio de 2000, hija de Shirley Deal, que estaba casada con David Deal en el momento de concebirla. Según Shirley, ella estaba viendo a otro hombre durante el tiempo que concibió, por lo tanto no se sabe con certeza si David Deal era el padre de la pequeña. Sin embargo, figura como tal en su certificado de nacimiento. Shirley y David tuvieron otros dos hijos juntos antes de que naciera Ame. Shirley y David vivieron juntos hasta que Shirley y sus hijos se fueron a vivir con su madre en Donora (Pensilvania). Finalmente, Shirley y los niños volvieron a reunirse con David y vivieron en Midland (Texas), junto con la madre de David, Judith Deal, y su hermana, Cynthia Stoltzmann. Shirley afirma que, aunque la familia de David la convirtió en su esclava, la insultaba y le pegaba, no abusaban de los niños. Shirley afirma también que la familia la echó y ella se marchó sin sus hijos, trasladándose a Iola (Kansas).

### Malos tratos
Los vecinos afirmaban que Ame sufría malos tratos a menudo y contaban que la habían obligado a caminar de un lado a otro por la acera, descalza, con las temperaturas extremadamente altas de Phoenix. Otras veces la golpeaban con una paleta a la que llamaban "Rompeculos" y la obligaban a comer salsa picante y heces de perro. Ame también fue obligada a dormir en la ducha sin sábanas porque había mojado la cama. El castigo era supuestamente por mentir o por robar comida.
La familia se mudaba con frecuencia y había vivido en Pensilvania, Utah, Texas y Tucson (Arizona), entre otros lugares. Cuando la familia vivía en Wisconsin, llamaron a los servicios locales de protección de menores por las "repugnantes condiciones" de su residencia. Antes de que la familia se trasladara finalmente a Phoenix (Arizona), vivía en Ogden (Utah), donde las autoridades escolares afirmaron que habían denunciado a las autoridades muchos casos de maltrato y abandono de los hijos de la familia. Los funcionarios escolares afirmaban que Ame y sus hermanos llegaban sucios a la escuela. Así mismo, comentaron que Ame tenía piojos a menudo y que una vez tenía orina de gato en los zapatos. Los funcionarios de la escuela señalaron que Ame parecía ser el chivo expiatorio de la familia. Mientras vivían en Phoenix, Ame y los demás niños recibían supuestamente educación en casa.
Según los informes, David Deal, el posible padre de Ame, vivía en la parte trasera de la casa de alquiler de la familia, en una tienda de campaña, con sus otros dos hijos. De todos los niños que vivían en la casa, Ame era la única que sufría abusos.
La policía afirmó que los otros niños instigaban situaciones para meter a Ame en problemas. También se convencía a los niños para que mintieran a la policía sobre por qué y cómo Ame había acabado en el maletero. Cuando se les preguntaba por qué trataban tan mal a Ame, decían: "Era un poco lenta mentalmente, pero eso es todo". Los testigos también dijeron que a menudo se veía a los niños deambulando por las calles hasta muy tarde por la noche, sin apenas ropa. En ocasiones, iban sin pañales ni zapatos. Un vecino dijo que vio a bebés en tronas comiendo delante, fuera de la casa, a altas horas de la noche.

### Muerte
El 12 de julio de 2011, los agentes de policía fueron llamados a la casa de Ame, donde fue encontrada muerta en un pequeño baúl, habiéndose asfixiado. Ame había estado viviendo con su abuela, Judith Deal, y Cynthia Stoltzmann, de 44 años, tía y tutora legal de Ame. También vivían allí la hija de Cynthia Stoltzmann, Sammantha, y su yerno, John Allen, ambos de 23 años, y doce o más niños. La familia dijo primero a los agentes de policía que Ame estaba jugando al escondite y se había encerrado en el baúl la noche anterior, después de que los adultos se fueran a dormir. Todos afirmaron que encontraron a Ame muerta al día siguiente, en el baúl. La policía sospechó que se trataba de un crimen, ya que encontraron a Ame muy sucia y con moratones en la pierna izquierda, por haber estado en contacto forzado con el arcón. Tras ser interrogados durante un rato, Sammantha y John Allen confesaron haber encerrado a Ame en el baúl, como forma de castigo, porque se había tomado un polo sin permiso. Se dijo que Ame padecía "hambre crónica".
Ame, que medía 1,27 metros y pesaba cerca de 27 kilos, tuvo que ser apretujada en el baúl, con unas dimensiones apretadas para su pequeña estatura. Antes de meterla dentro, la obligaron a hacer saltos y flexiones de espalda y a correr durante más de una hora bajo un calor de 39 grados. Después cerraron el baúl con candado. David y sus familiares afirmaron que Ame no era su hija. La policía afirmó que la familia maltrataba a Ame porque no creían que fuera una pariente de sangre.

## Arrestos
Tanto Sammantha como John Allen (nacidos el 14 de junio y el 19 de julio de 1988, respectivamente) fueron detenidos por asesinato el 27 de julio de 2011. Más adelante también lo fueron Judith Deal y Cynthia Stoltzmann, a quienes se les acusó de maltrato infantil y secuestro, ya que ambas admitieron que en el pasado también habían encerrado a Ame en el baúl.
Las fianzas de Sammantha y John Allen se fijaron en un millón de dólares cada uno. La fianza de Cynthia Stoltzmann y su madre se fijó en 500 000 dólares cada una. Pocos días después de las detenciones, David Deal pidió dinero a varios amigos y familiares para pagar la fianza de su madre, Judith Deal, y de su hermana, Cynthia Stoltzmann.
David Martin Deal no fue acusado de la muerte de su hija, pero fue condenado el 6 de junio de 2013, tras declararse culpable de intento de maltrato infantil.

## Acusación
El 10 de agosto de 2011, Judith Deal, Cynthia Stoltzmann y los Allen fueron acusados formalmente. Judith Deal y Cynthia Stoltzmann fueron acusadas de numerosos cargos de maltrato infantil; mientras John y Sammantha Allen fueron acusados de asesinato en primer grado, conspiración para cometer abuso infantil y numerosos cargos de abuso infantil. Los fiscales anunciaron que tenían la intención de solicitar la pena de muerte para John y Sammantha Allen.

## Sentencia
David Martin Deal se declaró culpable de intento de abuso de menores y fue condenado a 14 años de prisión el 6 de julio de 2013. Cynthia Stoltzmann también se declaró culpable de dos cargos de abuso de menores y un cargo de intento de abuso de menores. El 13 de septiembre de 2013 fue condenada a 24 años de prisión y a libertad condicional de por vida. Judith Deal también se declaró culpable de intento de abuso de menores y fue condenada a 10 años de prisión, con un período posterior de libertad condicional de por vida.
Sammantha Allen fue condenada a muerte por inyección letal el 7 de agosto de 2017 por el cargo de asesinato en primer grado y a 74 años de prisión por los cargos de abuso de menores y conspiración para cometer abuso de menores. Es una de las tres únicas mujeres condenadas a muerte en Arizona (las otras son Shawna Forde y Wendi Andriano).
Meses más tarde de la primera sentencia a la pena capital, John Allen fue declarado culpable de asesinato el 8 de noviembre de 2017 y el 17 de noviembre de 2017 fue condenado a muerte por inyección letal.